# Carl Figdor

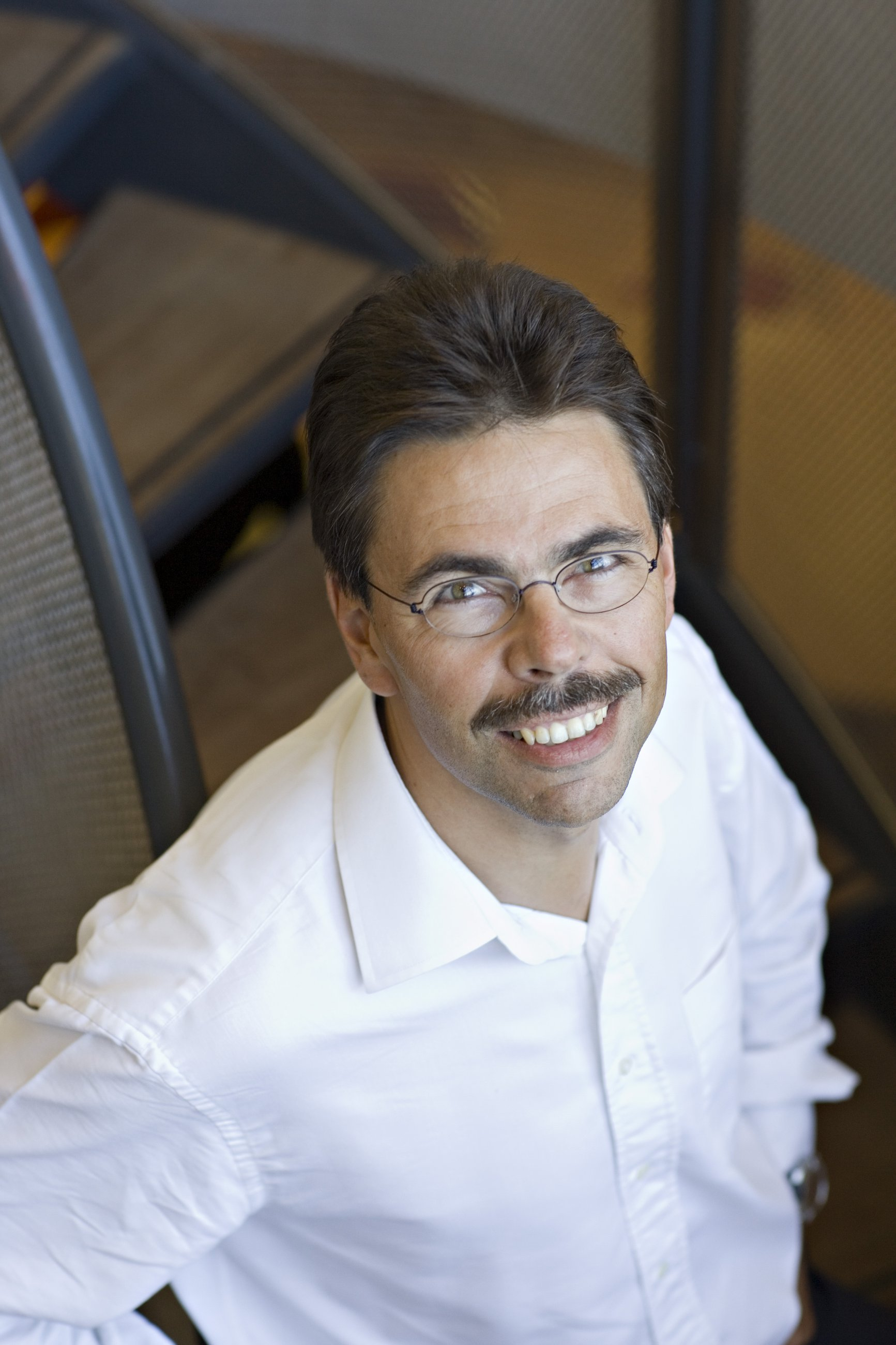
Carl Figdor (2006)

Carl Gustav Figdor (* 26. Juni 1953 in ’s-Hertogenbosch) ist ein niederländischer Immunologe, der sich mit Tumor-Immunologie und Immuntherapie für Krebs befasst.
Figdor studierte an der Universität Utrecht Biologie, schloss das Studium 1979 ab und wurde 1982 an der Universität Amsterdam am Niederländischen Krebsforschungs-Institut promoviert. Ab 1985 hatte er dort eine eigene Forschungsgruppe in Tumor-Immunologie. 1992 wurde er Professor für Biophysik der Zelle an der Universität Twente und 1994 wurde er Professor und Leiter der Tumor-Immunologie an der Medizinischen Fakultät (UMC) der Radboud-Universität Nijmegen. 2001 bis 2010 war er dort der erste wissenschaftliche Direktor des Nijmegen Centre for Molecular Life Sciences (NCMLS).
1989 entdeckte er, dass LFA-1, ein Protein, dass für die Bindung weißer Blutkörperchen an Gefäßwänden wichtig ist, verschiedene Konformationen besitzt und für die Bindung an seinen Liganden ICAM-1 aktiviert werden muss.
2000 entdeckte er mit Yvette van Kooyk den Lektin-Rezeptor DC-sign und dessen wichtige Rolle bei verschiedenen Krankheitserregern und als Adhäsions-Rezeptor. Zum Beispiel spielt es eine wichtige Rolle bei der Bindung an und der Aufnahme des HI-Virus in dendritische Zellen des Immunsystems, über die das Virus zusätzlich im Körper verbreitet wird. Dendritische Zellen spielen eine wichtige Rolle, indem sie Antigene zum Beispiel von Krankheitserregern den Zellen des Immunsystems präsentieren. Er entwickelte Methoden, mit MRI und Szintigraphie die Wanderung dendritischer Zellen in vivo im Körper von Patienten zu verfolgen. Er untersucht die Rolle Lektin-artiger Rezeptoren bei der Aufnahme von Antigenen in Zellen des Immunsystems und die Rolle des Zytoskeletts bei Wanderung und Adhäsion dendritischer Zellen. Außerdem arbeitet er an verbesserten Bildgebungsverfahren für Zellrezeptoren an Zelloberflächen.
Er war ein Pionier in der Verwendung dendritischer Zellen in der Immuntherapie gegen Krebs. Diese werden dem Körper des Patienten entnommen, im Labor für den Einsatz gegen Krebs modifiziert und dann dem Patienten wieder injiziert. Durch seine Entwicklung neuer bildgebender Methoden zur Verfolgung dendritischer Zellen im Körper konnte er aber auch zeigen, dass diese Form der Tumor-Immuntherapie nur in etwa der Hälfte der Patienten überhaupt wirksam war. Er forscht mit organischen Chemikern (Alan Hest, Jan van Rowan) an Methoden Immunzellen gegen Krebs im Labor herzustellen (2012).
Er ist Mitglied der Königlich Niederländischen Akademie der Wissenschaften (2008) und der Academia Europaea (2012). 1999 erhielt er den van Loghum Preis in Immunologie, 2006 den Spinoza-Preis, 2009 den KWO Preis der niederländischen Krebs-Gesellschaft (KWF Kankerbestrijding) und 2011 einen Advanced Grant des European Research Council (ERC).

## Schriften
Neben den in den Fußnoten zitierten Arbeiten.
- mit Rene de Waal Malefyt, John Abrams, Bruce Bennett und Jan E de Vries: Interleukin 10 (IL-10) inhibits cytokine synthesis by human monocytes: an autoregulatory role of IL-10 produced by monocytes. In: The Journal of Experimental Medicine. Band 174, 1991, S. 1209–1220.
- mit René de Waal Malefyt, J. B. A. G. Haanen, Hergen Spits, Maria-Grazia Roncarolo, Anje Te Velde, Karen Johnson, Rob Kastelein, Hans Yssel und Jan E De Vries: Interleukin 10 (IL-10) and viral IL-10 strongly reduce antigen-specific human T cell proliferation by diminishing the antigen-presenting capacity of monocytes via downregulation of class II major histocompatibility complex expression. In: The Journal of Experimental Medicine. Band 174, 1991, S. 915–924.
- mit Yvette van Kooyk und Gosse J Adema: C-type lectin receptors on dendritic cells and Langerhans cells. In: Nature Reviews Immunology. Band 2, 2002, S. 77–84.
- mit I. Jolanda M de Vries, W. Joost Lesterhuis und Cornelis JM Melief: Dendritic cell immunotherapy: mapping the way. In: Nature Medicine. Band 10, 2004, S. 475–480.
- mit P. J. Tacken, W. Ginter, L. Berod, L. J. Cruz, B. Joosten, T. Sparwasser und A. Cambi: Targeting DC-SIGN via its neck region leads to prolonged antigen residence in early endosomes, delayed lysosomal degradation, and cross-presentation. Blood, Band 118, 2011, S. 4111–4119.
- mit L. J. Cruz, P. J. Tacken und R. Fokkink: The influence of PEG chain length and targeting moiety on antibody-mediated delivery of nanoparticle vaccines to human dendritic cells. In: Biomaterials. Band 32, 2011, S. 6791–6803.
- mit W. J. Lesterhuis, I. J. de Vries, G. Schreibelt, A. J. Lambeck, E. H. Aarntzen, J. F. Jacobs, N. M. Scharenborg, M. W. van de Rakt, A. J. de Boer, S. Croockewit, M. M. van Rossum, R. Mus, W. J. Oyen, O. C. Boerman, S. Lucas, G. J. Adema und C. J. Punt: Route of administration modulates the induction of dendritic cell vaccine-induced antigen-specific T cells in advanced melanoma patients. In: Clin Cancer Res. Band 17, 2011, S. 5725–5735.
- mit M. Srinivas, E. H. Aarntzen, J. W. Bulte, W. J. Oyen, A. Heerschap und I. J. de Vries: Imaging of cellular therapies. In: Adv Drug Deliv Rev. Band 62, 2010, S. 1080–1093.
- mit G. Schreibelt, D. Benitez-Ribas, D. Schuurhuis, A. J. Lambeck, M. van Hout-Kuijer, N. Schaft, C. J. Punt, G. J. Adema und I. J. de Vries: Commonly used prophylactic vaccines as an alternative for synthetically produced TLR ligands to mature monocyte-derived dendritic cells. In: Blood. Band 116, 2010, S. 564–574.